# Electrophaes perpulchra
Electrophaes perpulchra là một loài bướm đêm trong họ Geometridae.